# Aciklovir
Aciklovir je protivirusna učinkovina za zdravljenje okužb s herpesvirusi.
Za zdravljenje blažjih oblik labialnega herpesa se uporablja mazilo z aciklovirjem, pri hujših oblikah pa je na voljo tudi v obliki tablet in tudi injekcij. Pomembno je, da se zdravilo uporabi čim hitreje po nastopu simptomov, saj je kasneje v poteku bolezni učinkovina le malo učinkovita.
Aciklovir spada v skupino nukleozidnih analogov. Zavira razmnoževanje virusov.

## Mehanizem delovanja
Aciklovir spada med tako imenovane antimetabolite, saj strukturno posnema naravni presnovek timidin, a deluje nasprotno od njega. V aktivni (fosforilirani) obliki zavira celično presnovo. Aciklovir se aktivira le v z virusom okuženi celici, kar je njegova prednost.
Retrovirusi prinesejo v gostiteljevo celico določene encime, ki omogočajo njihovo razmnoževanje. Dva od teh encimov sta timidin-kinaza in reverzna transkriptaza. Vloga timidin-kinaze je pripenjanje fosfatne skupine na timidin, ki se nahaja v gostiteljevi celici. Na ta način se timidin aktivira in nadalje ga uporablja reverzna transkriptaza, ki izgradi virusovo DNK. Če je v celici prisoten aciklovir, ga timidin-kinaza prepozna za timidin in ga fosforilira. Vendar je aktiviran aciklovir za sintezo virusove DNK neuporaben; pride do pretrganja verige novonastajujoče DNK in replikacija virusa se zaustavi.
Aciklovir spada torej med predzdravila - v telo se vnese v neaktivni obliki in šele timidin-kinaza ga aktivira.

### Indikacije
- genitalni herpes
- labialni herpes (»ocvirek«)
- pasovec
- norice
- kornealni herpes (okužba roženice)

## Farmakokinetika
Aciklovir je zelo slabo topen v vodi in pri peroralni aplikaciji je absorpcija majhna - zato znaša biološka uporabnost aciklovirja le okoli 20 %. Po peroralni aplikaciji se najvišja koncentracija v plazmi doseže po 1-2 urah. Za doseganje višjih plazemskih koncentracij je potrebna intravenska aplikacija. V krvni plazmi je večina aciklovirja v prosti obliki, le okoli 30 % se ga veže na plazemske beljakovine. Razpolovna doba učinkovine znaša okoli 3 ure.
Aciklovir se aplicira tudi topično, in sicer pri herpesnih okužbah sluznic (genitalni in labialni herpes).
Možna je tudi preventivna uporaba, zlasti pri bolnikih z oslabljenim imunskim sistemom, na primer pri zdravljenju z imunosupresivi.

## Izločanje
Izločanje aciklovirja iz telesa poteka predvsem skozi ledvice, deloma s procesom glomerulne filtracije, deloma s tubularno sekrecijo. Pri višjih odmerkih lahko pride do poškodb ledvic, saj lahko aciklovir v ledvicah izkristalizira.

## Neželeni učinki
Ker se lahko aciklovir vgradi v celično DNK, predstavlja mutageno snov. Zatorej se ne sme uporabljati med nosečnostjo. Vendar doslej teratogenost ali rakotvornost nista bili dokazani v nobenem primeru.
Najpogostejši neželeni učinek pri intravenski aplikaciji je draženje na mestu vbrizga, pri peroralni aplikaciji glavobol in pri topični aplikaciji draženje sluznice.